# Зарипов, Айрат Янсурович
Зарипов, Айрат Янсурович (род. 12 октября 1962) — российский философ и педагог, доктор философских наук, профессор, член-корреспондент Академии Гуманитарных Наук. Учёный секретарь Научного совета по философии Академии наук Республики Башкортостан. Эксперт Российского совета по международным делам, Эксперт Российского фонда фундаментальных исследований, член-корреспондент Гуманитарной академии наук (2013).

## Биография
Родился 12 октября 1962 года в деревне Лемез-Тамак, Мечетлинского района БАССР. В 1979 году окончил Большеустьикинскую среднюю школу. В 1984 году окончил Башкирский государственный педагогический институт. В 1994 году окончил аспирантуру, в 2000 году докторантуру Уфимского государственного авиационного технического университета.

## Трудовая деятельность
Трудовую деятельность начал в 1986 году учителем в Большеокинской средней школе. С 1987 года живёт и работает в городе Уфе. С 1987 года научный сотрудник, главный хранитель Национального музея Республики Башкортостан. В 1995 году перешел на постоянную работу в кафедру философии Уфимского государственного авиационного технического университета. С 2024 - профессор кафедры философии и культурологии УУНиТ.  С 2024 член диссертационного совета по философии и политологии УУНиТ, В 1995—2007 годах одновременно работал редактором отдела средств массовой информации научного издательства «Башкирская Энциклопедия».

## Научная деятельность
Занимается исследованием теоретических проблем межэтнических отношений, этнического сознания и самосознания, этноконфликтологии, этнической культуры, языка и образования, современной зарубежной философии и её течений. Автор более 150 научных трудов, включая 10 монографий.

## Сочинения
1. Этнополитическое движение как социальный феномен. Уфа. 1999 (соавт.).
2. Этническое сознание и этническое самосознание. Уфа. 2000 (соавт.).
3. Духовные истоки этнополитических движений. Уфа. 2000.
4. Этнос как субъект общественных отношений. Уфа. 2013.
5. Формирование и развитие социальных идеалов Восточноевропейских обществ Российской империи. Уфа. 2016 (соавт.).
6. Особенности этнического сознания современного общества. Saarbrϋcken, 2016 (соавт.)